# Julius Wolff (Mediziner)

Julius Wolff, um 1890

Julius Wolff (* 21. März 1836 in Märkisch Friedland; † 18. Februar 1902 in Berlin) war ein deutscher Arzt und Pionier der Orthopädischen Chirurgie.

## Leben
Julius Wolff, der im damaligen Westpreußen geborene Sohn eines Kaufmanns, begann 1849 den Besuch des Gymnasiums „Zum Grauen Kloster“ in Berlin. Von 1855 bis 1860 belegte er ein Studium der Medizin an der Friedrich-Wilhelms-Universität Berlin. Julius Wolff wurde im Jahre 1860 im Fachgebiet der Chirurgie bei Bernhard von Langenbeck an der Friedrich-Wilhelms-Universität in Berlin mit der Arbeit De Artificiali Ossium Productione in Animalibus promoviert. 1861 ließ er sich nach der Staatsprüfung als praktischer Arzt in Berlin nieder und wurde Vertrauensarzt bei der Lebens Versicherungs Gesellschaft Germania. Er nahm als Chirurg 1864 am Deutsch-Dänischen Krieg, 1866 am Deutschen Krieg und 1870–1871 am Deutsch-Französischen Krieg teil.
1868 erfolgte seine Habilitation sowie die Ernennung zum Privatdozenten und 1869 begann er seine Vorlesungstätigkeit an der Friedrich-Wilhelms-Universität Berlin. 1869 war seine Hochzeit mit Anna Weigert. 1882 beteiligte er sich an der Gründung der „Privaten Heilanstalt für Chirurgische Krankheiten“. 1884 wurde er zum außerordentlichen Professor der medizinischen Fakultät der Friedrich-Wilhelms-Universität Berlin ernannt. Wolff war ab 1886 Vorstandsmitglied der Freien Vereinigung der Chirurgen Berlins. 1890 gelang ihm die Etablierung eines Teils der Privaten Heilanstalt als „Provisorische Poliklinik für orthopädische Chirurgie“ an der Friedrich-Wilhelms-Universität, ohne finanzielle Unterstützung und Ernennung zu deren Direktor. 1892 wurde er Mitglied der Leopoldina. 1894 erfolgte die Umwandlung der provisorischen Poliklinik in „Poliklinik für orthopädische Chirurgie“ mit Universitätsetat. 1899 erhielt Wolff eine Ernennung zum „Geheimen Medizinalrat“ an der medizinischen Fakultät der Friedrich-Wilhelms-Universität. 1901 war er Mitgründer der „Deutschen Gesellschaft für orthopädische Chirurgie“. 1901 erfolgte die Übernahme der Klinik in den Charité-Verbund als „Königliche Universitäts-Poliklinik“. Im Jahr darauf starb er an den Folgen eines Schlaganfalls. Sein Neffe Georg Joachimsthal folgte seinem Nachfolger Albert Hoffa 1908 als Chef der Poliklinik.

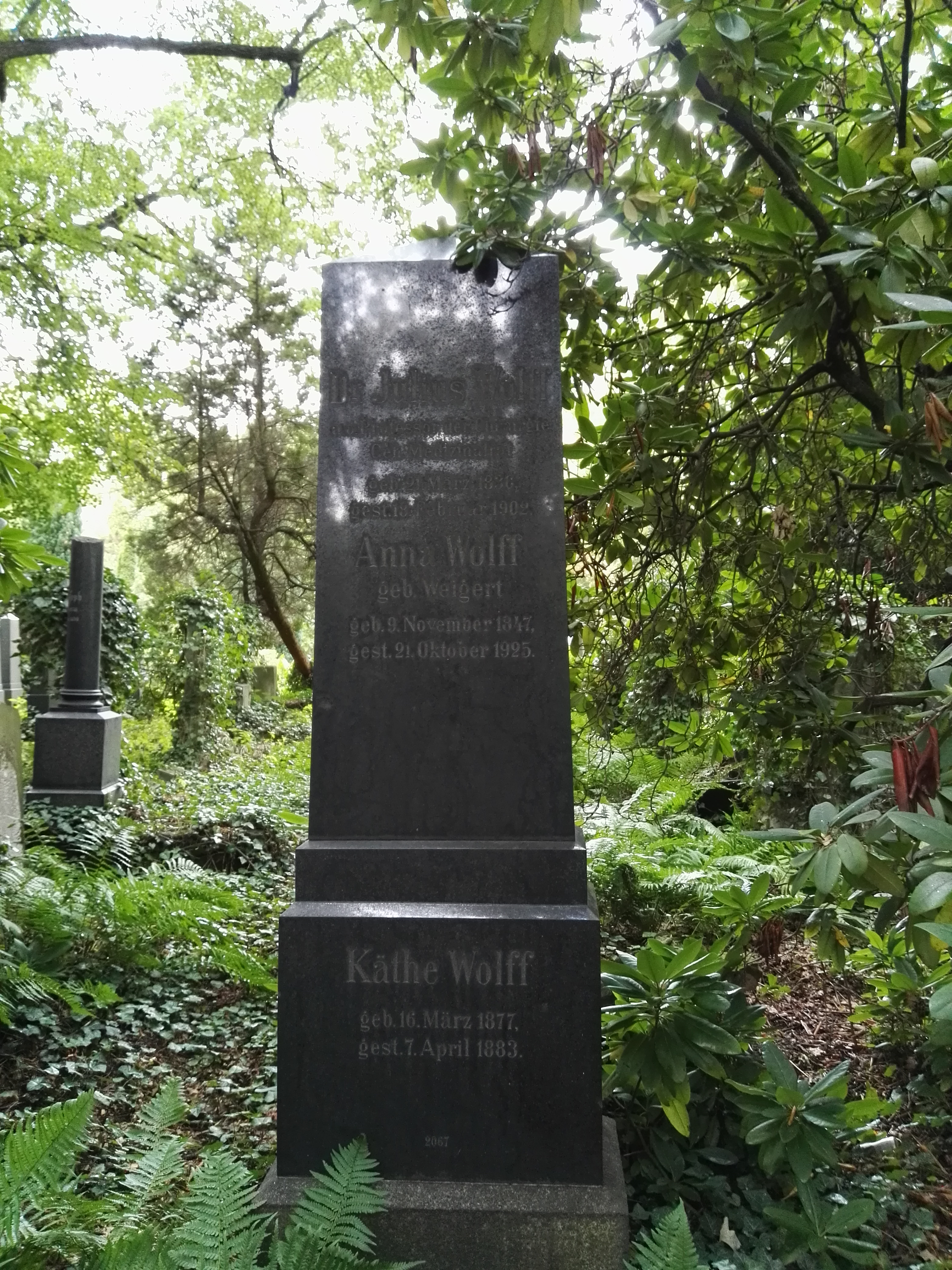
Grabstätte

Er ist auf dem Jüdischen Friedhof Berlin-Weißensee begraben.

## Werk
Aufgrund von Beobachtungen in seiner langjährigen Tätigkeit als Chirurg postulierte er das Wolffsche Gesetz (ursprünglicher Titel 1892: Gesetz der Transformation der Knochen), das den Zusammenhang zwischen Knochengeometrie und mechanischen Einflüssen auf den Knochen beschreibt. Hierfür stand er mit führenden Wissenschaftlern seiner Zeit in regem Kontakt. So unterstützten ihn Karl Culmann, Wilhelm Roux, Christian Otto Mohr und Albert Hoffa bei der Interpretation und Auswertung seiner Forschungsarbeiten. Mit seiner Arbeit führte er die Mechanik und somit physikalische Faktoren in die Evolutionsbiologie ein. Er sah sein Werk als eine Erweiterung der Evolutionstheorie von Charles Darwin.
Seine Arbeit bildete einen der Grundsteine für die Abnabelung der Orthopädie als eigenständige Disziplin in der Medizin. Julius Wolff war der erste Professor für Orthopädie an der Charité und Begründer und Direktor der ersten Poliklinik für orthopädische Chirurgie in Berlin. Seine wissenschaftlichen Arbeiten haben einen bedeutenden Einfluss auf die orthopädische Chirurgie. Seine Erkenntnisse, dass sich Knochen veränderten mechanischen Bedingungen anpassen, finden Anwendung in der muskuloskeletalen Forschung, der Orthopädie, Unfallchirurgie, der Rehabilitation, der Mechano- und Zellbiologie sowie im Tissue Engineering.

## Publikationen (Auswahl)
- 1860 De artificiali ossium productione in animalibus, Diss. Kaiser Wilhelm Universität Berlin
- 1863 Die Osteoplastik in ihren Beziehungen zur Chirurgie und Physiologie. In: Archiv für klinische Chirurgie 4  183-296
- 1868 Ueber Knochenwachsthum. August Hirschwald, Berlin, In: Berliner Klinische Wochenschrift 5(6): 62-64, 76-77, 110-112
- 1869 Ueber die Bedeutung der Architectur des spongiösen Substanz. Zentralblatt für die medizinischen Wissenschaft VI: 223-234
- 1870 Über die innere Architektur der Knochen und ihre Bedeutung für die Frage vom Knochenwachstum. Virchow’s Archiv 50(3): 389-453
- 1872 Beiträge zur Lehre von der Heilung der Fracturen. Archiv für klinische Chirurgie 14: 270-312, 389-453
- 1873 Zur Lehre der Fracturheilung. In: Deutsche Zeitschrift für Chirurgie 2(6) 546-551
- 1875 Ueber die Expansion des Knochengewebes. August Hirschwald, Berlin, Berliner klinische Wochenschrift 6, 8
- 1875 Einige Bemerkungen zum gegenwärtigen Stand der Knochenwachsthumsfrage. Virchow’s Archiv 64:140-144.
- 1877 Ueber den Gudden’schen Markirversuch am Kaninchenschädel. Verhandl. der Berliner physiologischen Gesellschaft. Deutsche mediz. Wochenschrift 24
- 1879 Zur Knochenwachsthumsfrage. August Hirschwald, Berlin, Berliner klinische Wochenschrift 48
- 1882 Strangförmige Degeneration der Hinterstränge des Rückenmarkes mit gleichzeitigen menigomyelitischen Herden.
- 1883 Ueber trophische Störungen bei primären Gelenkleiden. August Hirschwald, Berlin, Berliner klinische Wochenschrift 28
- 1883 Ueber doppelseitig fortschreitende Gesichtsatrophie. Virchow’s Archiv 94(3): 393-405
- 1884 Das Gesetz der Transformation der inneren Architektur der Knochen bei pathologischer Veränderung der äusseren Knochenform. Sitzungsbericht – Preussische Akademie der Wissenschaften 22. Physikalisch-Mathematische Klasse, S. 475–496.
- 1884 Die Verkürzung ausgewachsener Röhrenknochen. August Hirschwald, Berlin, Berliner klinische Wochenschrift 25
- 1884 Zur neuesten, die Knochenwachsthumsfrage betreffenden Polemik. August Hirschwald, Berlin, Berliner klinische Wochenschrift 40
- 1885 Ueber die Ursachen und die Behandlung der Deformitäten, insbesondere des Klumpfusses. August Hirschwald, Berlin, Berliner klinische Wochenschrift 22: 161-166, 182-186
- 1885 Markierversuche am Scheitel-, Stirn und Nasenbein der Kaninchen. Virchow’s Archiv 101(3): 572-630
- 1888 Ueber das Wachsthum des Unterkiefers. Virchow’s Archiv 114(3): 493-547
- 1888 Ueber das Wachsthum des Unterkiefers. Zweiter Beitrag zu den experimentellen Untersuchungen des Knochenwachstums. Virchow’s Archiv 114: 493-547
- 1889 Zur Klumpfussbehandlung mittels portativen Verbandes. August Hirschwald, Berlin, Berliner klinische Wochenschrift 8
- 1891 Ueber die Theorie des Knochenschwundes durch vermehrten Druck und der Knochenausbildung durch Druckentlastung. Archiv für klinische Chirurgie 42(2): 302-324
- 1891 Demonstration, betreffend die Deformitäten. Sitzungsbericht der Freien Vereinigung der Chirurgen Berlin’s. Deutsche Medizinische Wochenschrift 19(16)
- 1892 Das Gesetz der Transformation der Knochen. August Hirschwald, Berlin; Neudruck, hrsg. von Dieter Wessinghage, Stuttgart und New York 1991 (= Reprints Medizinhistorischer Schriften, 4)
- 1896 Die Lehre von der functionellen Pathogenese der Deformitäten. Archiv für klinische Chirurgie 53: 831-905
- 1899 Die Lehre von der functionellen Knochengestalt. Virchow’s Archiv 155: 256-315.
- 1899 Entgegnung auf F. Baehr’s Bemerkungen im 2. Heft des vorigen Bandes. Virchow’s Archiv 157(1): 195-196
- 1901 Ueber die Wechselbeziehung zwischen der Form und der Function der einzelnen Gebilde des Organismus. Verh. Ges. Deutscher Naturforsch. Ärzte, Band 72: 82-114
- 1901 Über die normale und pathologische Architektur der Knochen. Virchow’s Archiv 163: 239–262.
- Beiträge zu Albert Eulenburgs Real-Encyclopädie der gesammten Heilkunde. Erste Auflage.
  - Band 5 (1881) (Digitalisat), S. 35–39: Epulis; S. 168–172: Extension; S. 172–192: Extensionsverbände; S. 315–320: Fistel
  - Band 7 (1881) (Digitalisat), S. 125–128: Immobilisierende Verbände im Allgemeinen
  - Band 14 (1883) (Digitalisat), S. 155–173: Ulceration